# Kociha
Kociha je obec na Slovensku v okrese Rimavská Sobota v Banskobystrickém kraji jižního Slovenska. Leží v jihozápadní části Slovenského rudohoří. Nachází se 13 km severně od okresního města. Součástí obce je osada Suchý potok, která se postupně rozvíjí jako agroturistické osídlení.  Žije zde 205 obyvatel.

## Kultura a zajímavosti

### Památky
- Evangelický kostel, novoklasicistní jednolodní stavba bez věže z roku 1856. Kostel má rovný strop. Obnovený byl v roce 1910.[3]

### Zajímavosti
- První písemná zmínka o obci pochází z roku 1298.
- V letech 1870–1880 v obci působili lidoví malíři na sklo Anton Dostal a Ján Roháč.[4]